# Ritmo holístico
Ritmo holístico, no poema, diz respeito à utilização global (holística) do tempo na leitura ou declamação de um poema.
O termo holístico corresponde à utilização do todo e não de partes do todo.
Entende-se que um determinado verso não se impõe pelo número de sílabas de que é formado, mas pelo ritmo ou ritmos que, com base nesse número, é possível criar.
O ritmo holístico aproxima o ritmo do poema ao ritmo da música. Ezra Pound afirmava:
"quando um poema se afasta muito da música, começa a degenerar."
Na versificação, na escansão de um poema, consideram-se todas as sílabas poéticas de um verso até a última tônica, descartando-se possíveis sílabas átonas finais. Tal forma de declamação, globalmente utilizada, deixa espaços de tempo entre um verso e outro. O ritmo holístico procura preencher esses tempos, utilizando-se de artifícios de construção: 
- Quando um verso termina com sílaba átona, procura-se iniciar o verso seguinte com vogal.[7]
- Nos finais de versos evitam-se sílabas átonas que findem com m, s, r e l, que não conseguem fazer elisão (sinalefa ou sinérese) com a primeira sílaba do verso seguinte.[8][6]
- Evita-se o término do verso com palavra proparoxítona.